# دولاون
دولاون (به اسپانیایی: Dolavon) یک منطقهٔ مسکونی در آرژانتین است که در بخش گیمان واقع شده‌است. دولاون ۲٬۹۲۹ نفر جمعیت دارد و ۲۷ متر بالاتر از سطح دریا واقع شده‌است.